# 유럽인의 소리
유럽인의 소리는 이코노미스트 그룹이 가지고 있는 영자신문이다. 신문은 주로 유럽 연합 기관의 활동(유럽위원회, 유럽 의회와 각료회의)을 제공한다.

## 같이 보기
- 악셀 스프링거 AG